# Zodarion elegans
Zodarion elegans là một loài nhện trong họ Zodariidae.
Loài này thuộc chi Zodarion. Zodarion elegans được Eugène Simon miêu tả năm 1873.